# Нуутеле
Нуутеле (англ. Nu'utele) — остров вулканического происхождения, расположенный в 1,3 км восточнее острова Уполу (Самоа). Это крупнейший из островов архипелага Алеипата, площадью 1,08 км².
Нуутеле вместе с небольшим островом Нуулуа составляют заповедник для птиц. Нуутеле имеет крутые склоны и морские скалы высотой до 180 м.